# Bergresedawitje
Het bergresedawitje (Pontia callidice) is een dagvlinder uit de familie Pieridae, de witjes. De soort komt voor in gebergten van het Palearctisch gebied, zoals de Pyreneeën, Alpen, Klein-Azië en de Himalaya en in de pool-toendra van Siberië. De voorvleugellengte bedraagt 21 tot 26 millimeter. Hij vliegt in Europa op een hoogte van 1500 tot 3400 meter, in de Pyreneeën alleen boven de 2000 meter. De habitat bestaat uit bloemrijke graslanden.
De waardplanten van het bergresedawitje zijn onder meer Erysinum pumilum, Cardimina alpina, Hutchinsia alpina en Reseda glauca.
De vliegtijd is van juni tot en met augustus. Afhankelijk van de vliegplaats overwintert de pop (bijvoorbeeld in de Pyreneeën) of de rups (bijvoorbeeld in de Alpen).

## Taxonomie
De volgende ondersoorten zijn beschreven:
- Pontia callidice callidice (Hübner, 1800). Alpen, Pyreneeën
- Pontia callidice chrysidice (Herrich-Schäffer, 1844). Klein-Azië, Iran
- Pontia callidice libanotica (Bernardi, 1966). Libanon
- Pontia callidice hazara (Wyatt, 1961). Afghanistan
- Pontia callidice hinducucica (Verity, 1911). Pamir
- Pontia callidice kalora (Moore, 1865) Noordwest-Himalaya, West-Tibet
- Pontia callidice duplati (Bernardi, 1965). China (Gansu)
- Pontia callidice amdensis (Verity, 1911). China (Gansu)
- Pontia callidice amaryllis (Hemming, 1933). Tian-Shan, Ghissar, Darvaz, Alaigebergte
- Pontia callidice halasia (Huang & Murayama, 1992). China (Xinjiang)